# Punch (Staat)
Punch (Poonch) war ein Fürstenstaat Britisch-Indiens im Südwesten von Kashmir. Der Großmogul ernannte 1596 den Raja von Loran zum Statthalter des Gebietes, dessen Hauptstadt Punch 1542 wurde. 1819 eroberte der Sikh-Maharaja Ranjit Singh große Teile Kashmirs und setzte Faiz Talab Khan von der Dynastie der Dogra als Raja ein. Nach dem Sieg der Briten im Ersten Sikh-Krieg 1846 wurde Punch ein Teil des Fürstenstaates Jammu und Kashmir. 1850 wurde es Raja Moti Singh, dem Sohn des Ministerpräsidenten von Kashmir zu Lehen gegeben.
1876–1894 hatte Punch eine Staatspost mit eigenen Briefmarken. 1901–1936 war es sogar ein eigenständiger Fürstenstaat. Es hatte 1935 eine Fläche von 4215 km² und 422.000 Einwohner. Seit dem Ersten indisch-pakistanischen Krieg ist das Gebiet zwischen Pakistan (Punch in Asad Kaschmir) und Indien (Punch in Jammu und Kashmir) geteilt.